# Germanus Theiß (Glasmacher)
Germanus Theiß (* 8. Juli 1867 in Lomnitz bei Bentschen; † 14. Januar 1945 in Döbern) war ein Glasmacher und Glashüttenmeister, es besteht Namensgleichheit mit seinem Sohn Germanus Theiß (* 3. April 1898 in Döbern; † 25. Juni 1960).

## Herkunft und Ausbildung
Germanus Theiß, der einer alten Glasmacherfamilie aus dem damaligen Westpreußen entstammt, besuchte bis 1881 die zweiklassige Volksschule in Karwen bei Schwarz Damerkow. Zuvor hatte er mit seinen Eltern, die sich immer wieder auf die Suche nach neuen Arbeitsmöglichkeiten begeben mussten, bereits in Lomnitz, Gleiwitz und Zechlinerhütte gewohnt.
In Karwen begann er als Glasmachergehilfe bei seinem Vater zu arbeiten. 1887 ging er mit Eltern und Angehörigen nach Moritzdorf nördlich von Dresden. Hier ernannte man ihn zum Werkmeister. 1888 siedelte sich die gesamte Familie im Glashüttenort Döbern an, wo alle ihr dauerhaftes Auskommen zu finden hofften.

## Arbeitsleben
Germanus Theiß arbeitete in der Hohlglashütte Fettke & Ziegler neuerlich als Gehilfe seines Vaters. Ende 1889 übernahm er dort eine frei gewordene Werkstelle eines Glasmachermeisters, die er unverständlicherweise nach zweijähriger untadeliger Arbeit wieder abgeben musste. Erst 1895 bekam er diese Stelle mit allen Rechten zurück und hatte sie bis 1920 inne. Von da an war er als Hüttenmeister tätig. 1931 wurde er von Fettke & Ziegler aus Altersgründen entlassen.
Auf Anregung seines jüngsten Sohnes Konrad (gründete 1956 den Konrad Theiss Verlag Aalen, später Stuttgart) verfasste er im Ruhestand eine Beschreibung seines Lebens und von 1935 bis 1943 eine umfangreiche Familienchronik. Daraus entstand viele Jahrzehnte später ein interessantes Werk, das unter den Titeln Neues Glas und alter Glaube beziehungsweise Lebenserinnerungen des Glasmachers Germanus Theiß wiederholt als Buch erschien.

## Betätigung in der Gemeinde
Germanus Theiß, verheiratet und Vater von sechs Kindern, nahm äußerst rege und nicht selten in leitender Funktion Anteil am gesellschaftlichen Leben in Döbern. 1889 trat er dem Männergesangsverein Germania bei, im Jahr darauf dem Männerturnverein, später auch dem Schützenverein. Mitbegründet hat er den Radfahrerverein Wanderer 1892, den Gau 22 Cottbus des DRB (1893) und im Jahr 1900 einen katholischen Arbeiterverein, der sich vor allem für die Errichtung einer katholischen Schule und Kirche einsetzte. 1902 und 1905 waren sie gebaut.
Germanus Theiß gründete 1913 die wohltätige Arbeitervereinigung der Firma Fettke & Ziegler, wurde 1918 in den Arbeiterrat gewählt und amtierte gleichzeitig als Obmann seines Betriebes. 1924 bis 1929 war er für die Vereinigte Wirtschaftspartei Gemeindevertreter von Döbern.
Am Tag nach der Reichstagswahl vom März 1933 äußerte er im Rathaus als Auszähler offen Zweifel daran, dass es sich bei dem hohen Stimmenanteil für die NSDAP um das korrekte Ergebnis handeln könne. Er erhielt einen scharfen Verweis.

## Ehrung
Im Jahr 2002 konnte die Kleinstadt Döbern, der Ort des Wirkens von Germanus Theiß, auf 125 Jahre Schulgeschichte zurückblicken. Aus diesem Anlass wurde der bisherigen Gesamtschule 2 der Name Oberschule Germanus Theiß verliehen.